# Inés Garland
Inés Garland (Buenos Aires, 1960) es una escritora, traductora y periodista argentina. En 2014, se convirtió en la primera autora latinoamericana en obtener el Premio Alemán de Literatura Juvenil por su primera novela infantil, Piedra, papel o Tijera (2009), mientras que, en 2023 obtuvo el Strega Ragazze e Ragazzi, máximo premio a la literatura infantil de Italia, por Lilo (2019). Además, es considerada una de las traductoras argentinas contemporáneas más destacadas, habiendo traducido a las escritoras Lorrie Moore, Lydia Davis, Sharon Olds y Mavis Gallant. Su obra ha sido traducida a los idiomas alemán, francés, holandés e italiano, entre otros.

## Biografía
Inés Garland nació en la ciudad de Buenos Aires, Argentina, en 1960. Su cuento «Las otras islas» fue incluido en la antología de cuentos homónima que evoca, a través de las ficciones de distintos autores argentinos, la Guerra de Malvinas. Ha sido traducida a los idiomas alemán, francés, holandés e italiano, entre otros. Tradujo la obra de las escritoras Lorrie Moore, Sharon Olds, Lydia Davis y Mavis Gallant. 

## Obra

### Novela
- El rey de los centauros (2011, Alfaguara)
- Una vida más verdadera (2019, Alfaguara)
- Diario de una mudanza (2024, Alfaguara)

### Cuento
- Una reina perfecta (2011, Alfaguara)
- La arquitectura del océano (2014, Alfaguara)

### Infantil
- Piedra, papel o tijera (2009, Alfaguara)
- El jefe de la manada (2014, Siruela)
- Los ojos de la noche (2016, Santillana)
- Lilo (2019, Edelvives)
- De la boca de un león (2022, Edelvives)

## Premios
- 2004: segundo premio del Fondo Nacional de las Artes por Una reina perfecta[1]
- 2006: Concurso Iberoamericano de Cuentos de la Fundación Avon
- 2014: Premio Alemán de Literatura Juvenil por Piedra, papel o tijera[7]
- 2019: Premio de Literatura Infantil Ala Delta
- 2021: Premio Alandar de Narrativa Juvenil por De la boca de un león[8]
- 2024: Premio Konex de Platino por su trabajo en la última década en Literatura Juvenil.[9]